# ラーマ9世病院
ラーマ9世病院（Praram 9 Hospital）は、バンコクのフワイクワーン区にある私立病院。ラーマ9世駅から約800m南東に位置している。プララーム9病院とも記述される。

## 概要
2007年に開業。200人医師を抱えるバンコクの大規模な私立総合病院の一つ。ISO 9001:2000取得、Hospital Accreditation（タイ保健省による医療水準保証）取得医療機関でもある。CT，MRI等の高度医療設備、国際患者対応設備が整っている。

## 主な診療科
- 腎臓内科
  - 人工透析
  - 腎臓移植
- 循環器内科
- 産婦人科
- 整形外科
- 歯科
- 美容皮膚科

## 国際対応
多国語通訳サービスを行っており、24時間365日の診察が可能である。